# Polystichum cyclolobum
Polystichum cyclolobum är en träjonväxtart som beskrevs av Carl Frederik Albert Christensen. Polystichum cyclolobum ingår i släktet Polystichum och familjen Dryopteridaceae. Inga underarter finns listade.